# Belvue
Belvue är en ort i Pottawatomie County i Kansas. Vid 2020 års folkräkning hade Belvue 392 invånare.